# Комаров, Кирилл Игоревич (биатлонист)
Кирилл Игоревич Комаров (6 сентября 1992, Белорецк-16, Башкортостан) — российский биатлонист, чемпион России по биатлону и кросс-биатлону, чемпион Европы по кросс-биатлону среди юниоров. Мастер спорта России (2010).

## Биография
Воспитанник СДЮСШОР г. Уфы, первые тренеры — Л. И. Дюпина, Е. Ю. Михайлова, также тренировался под руководством В. А. Никитина, А. М. Щепарева. Представляет Республику Башкортостан.
Принимал участие в чемпионате Европы среди юниоров по кросс-биатлону 2011 года в Валь-Мартелло, занял седьмое место в спринте и пятое — в гонке преследования. На аналогичном турнире 2013 года в эстонской Хаанья стал чемпионом в смешанной эстафете и бронзовым призёром в личной дисциплине. Чемпион и призёр первенства России среди юниоров по кросс-биатлону, призёр российских юниорских соревнований по летнему биатлону на лыжероллерах, серебряный призёр Всероссийской зимней Универсиады.
На взрослом уровне в 2014 году стал чемпионом России по кросс-биатлону в эстафете в составе сборной Башкортостана. В зимнем биатлоне в 2015 году в составе сборной своего региона стал чемпионом России в командной гонке.
По состоянию на 2017 год работает детским тренером в СДЮСШОР № 3 г. Октябрьский.